# میگل نونز
میگل نونز (انگلیسی: Miguel Núñez؛ زادهٔ ۴ ژوئن ۱۹۸۷) بازیکن فوتبال اهل اسپانیا است.
از باشگاه‌هایی که در آن بازی کرده‌است می‌توان به باشگاه فوتبال آلباسته بالومپیه اشاره کرد.